# Altes Reich
Altes Reich ist die Bezeichnung für die erste der drei klassischen Perioden des Alten Ägypten, die ungefähr von 2700 bis 2200 v. Chr. dauerte. Das Alte Reich folgte auf die Thinitenzeit mit ihren Königen der 1.  und 2. Dynastie, die zur Bildung des ägyptischen Staates geführt hatte. Es umfasste die 3. bis 6. Dynastie. Die darauffolgende Zeit (Erste Zwischenzeit) war geprägt von instabilen politischen Verhältnissen in Ägypten.
Die Alten Ägypter selbst sahen die Epoche als Goldenes Zeitalter und Höhepunkt ihrer Kultur an. Die Zeit war von äußerst lang anhaltender politischer Stabilität geprägt und die innere Ordnung des Landes war durch keinerlei äußere Bedrohungen gefährdet. Die bereits zur Thinitenzeit begonnene Zentralisierung des Staates und der langsam einsetzende Wohlstand in der Bevölkerung führten zu beachtlichen architektonischen und künstlerischen Leistungen. Es kam zur Entstehung erster wichtiger Gattungen der klassischen ägyptischen Literatur, zur Kanonisierung von Malerei und Bildhauerei, aber auch zu zahlreichen Neueinführungen in der Verwaltung, die fast drei Jahrtausende überdauerten.
Das Alte Reich ist das Zeitalter der großen Pyramiden, die in der Gegend der damaligen Hauptstadt Memphis entstanden: zunächst die Stufenpyramide von Pharao Djoser in Sakkara, später dann die drei monumentalen Pyramiden auf dem Plateau von Gizeh (von Cheops, Chephren und Mykerinos), die zu den sieben Weltwundern der Antike zählen. Die Pyramiden spiegeln eindrucksvoll die zentrale Stellung der Herrscher in der Gesellschaft wider und ihre Macht, die danach in der altägyptischen Geschichte unerreicht blieb. Zugleich machen sie die Weiterentwicklung des Verwaltungsapparates deutlich und seine Fähigkeit, materielle und menschliche Ressourcen zu mobilisieren. Sie zeigen aber auch die erheblichen Fortschritte in Architektur und Kunst auf und lassen erkennen, welche zentrale Rolle Totenkult und Jenseitsglaube zu dieser Zeit gespielt haben.

## 3. Dynastie

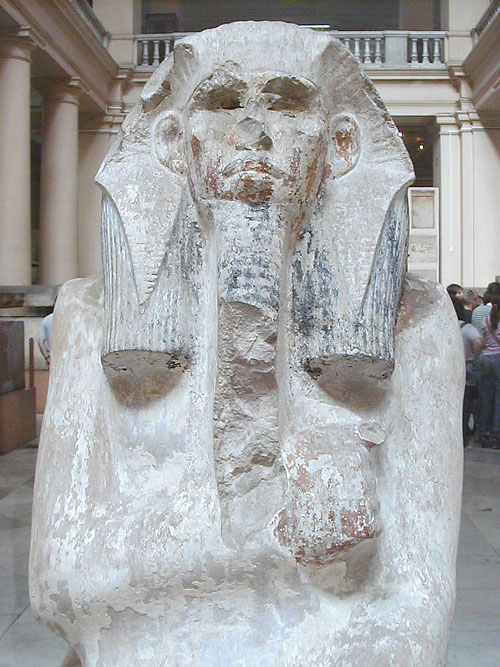
Statue von Djoser aus Sakkara, Ägyptisches Museum Kairo.

## 4. Dynastie

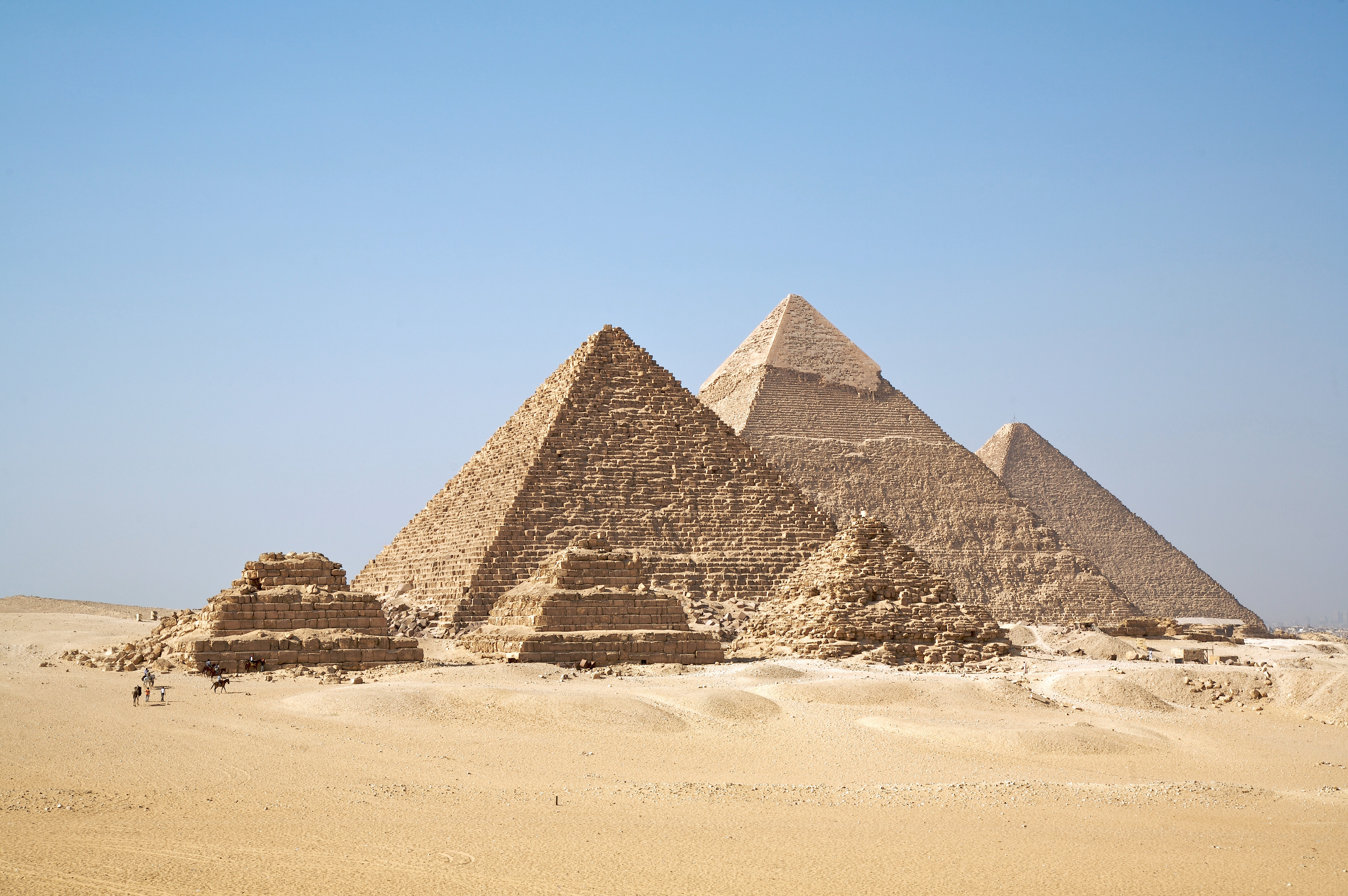
Die drei großen Pyramiden auf dem Plateau von Gizeh, errichtet in der 4. Dynastie.

## 5. Dynastie

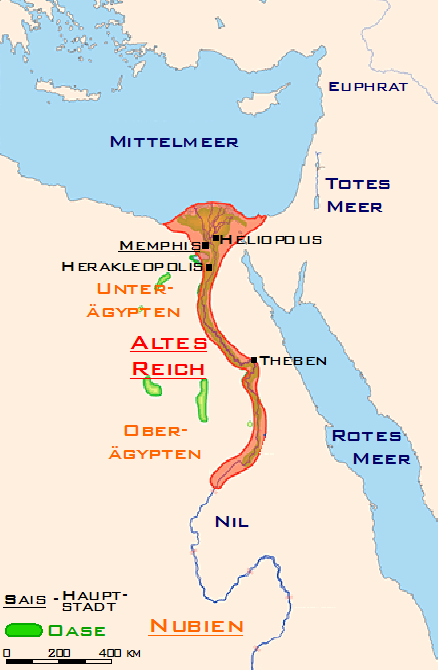
Ausdehnung des ägyptischen Reiches